# کنوانسیون حراست از میراث فرهنگی ناملموس
کنوانسیون حراست از میراث فرهنگی ناملموس یا کنوانسیون برای پاسداری از میراث فرهنگی ناملموس (انگلیسی: Convention for the Safeguarding of the Intangible Cultural Heritage) عهدنامه‌ای است که در سال ۲۰۰۳ با تلاش‌های یونسکو توسط کشورهای دنیا به امضا رسید و از سال ۲۰۰۶ اجرایی شد. هدف این کنوانسیون پاسداری از میراث فرهنگی ناملموس در دنیا است.
تا ژوئن ۲۰۱۶ تعداد ۱۶۹ کشور جهان به این کنوانسیون پیوسته‌اند.